# Ibrahima Tandia
Ibrahima Tandia (Longjumeau, 12 luglio 1993) è un calciatore maliano con cittadinanza francese, centrocampista o attaccante dell'Al-Riffa.